# Mijan Ab (Chuzestan)
Mijan Ab – wieś w południowym Iranie, w ostanie Chuzestan. W 2006 roku miejscowość liczyła 645 mieszkańców w 103 rodzinach.